# Orophea multiflora
Orophea multiflora är en kirimojaväxtart som beskrevs av Suzanne Ast. Orophea multiflora ingår i släktet Orophea och familjen kirimojaväxter. Inga underarter finns listade i Catalogue of Life.